# Athelges lacertosi
Athelges lacertosi is een pissebed uit de familie Bopyridae. De wetenschappelijke naam van de soort is voor het eerst geldig gepubliceerd in 1961 door Pike.